# Mohamed Mbougar Sarr
Mohamed Mbougar Sarr, född 20 juni 1990 i Dakar, är en senegalesisk författare. 2021 tilldelades han Goncourtpriset för romanen Fördolt är minnet av människan (originaltitel: La plus secrète mémoire des hommes). Därmed blev han den första författaren någonsin från Subsahariska Afrika att tilldelas priset, och den yngsta sedan 1976.

## Uppväxt
Sarr föddes i Senegals huvudstad Dakar, men växte upp i Diourbel. Hans far var läkare. Redan tidigt började Sarr läsa, bland annat författare som Sembène Ousmane, Felwine Sarr, Malick Fall, Jean-Paul Sartre, Albert Camus och senegalesiske poeten och presidenten Léopold Senghor. Vid sexton års ålder började han studera vid det prestigefyllda Prytanée militaire i Saint-Louis, och där började han även skriva. Han flyttade till Frankrike för att studera förberedande högskolestudier vid Lycée Pierre-d'Ailly i Compiègne. Därefter studerade han vid fackhögskolan École des hautes études en sciences sociales i Paris. Han fokuserade sin forskning på Senghor. I takt med att han skrev allt mer bestämde han sig för att inte avsluta sin avhandling vid skolan.

## Författarskap
Sarr debuterade som författare 2014, med novellen "La cale". Novellen, som handlar om slavhandeln, tilldelades prix Stéphane-Hessel för unga franskspråkiga författare. I sin debutroman, Terre ceinte från 2015, beskriver Sarr livet i en fiktiv by i Sahel som är under islamistiska jihadisters kontroll. Romanen väckte uppmärksamhet och tilldelades flera priser, bland annat prix Ahmadou-Kourouma som delades ut på Salon du livre i Genève. Den tilldelades även Grand prix du roman métis som delas ut av Saint-Denis de La Réunion, för årets bästa bok som skildrar mångkultur och humanism. 2021 gavs en engelskspråkig översättning ut med titeln Brotherhood, i översättning av Alexia Trigo.
Hans andra roman, Silence du chœur, gavs ut 2017. Den skildrar vardagen för afrikanska migranter på Sicilien. Boken tilldelades Prix littérature monde på festivalen Étonnants Voyageurs i Saint-Malo, liksom Prix du roman métis des lecteurs av Saint-Denis de La Réunion.
I november 2021 tilldelades Sarr Goncourtpriset för romanen La plus secrète mémoire des hommes (ungefär "Mänsklighetens hemligaste minne"). Sarr vann redan i första omröstningsomgången, med sex av tio röster. Sorj Chalandon fick tre röster i jämförelse, och Louis-Philippe Dalembert en. Valet av vinnare hyllades bland annat av Tahar Ben Jelloun och Pascal Bruckner. Priset gjorde Sarr till den första personen någonsin från Subsahariska Afrika att tilldelas Goncourt-priset. Prisjuryns ordförande kallade romanen för "en hymn till litteraturen", medan en av de ansvariga på American Library in Paris kallade det för en "knölig bok intellektuellt", en "litteraturkritikernas bok". Priset gör honom till den yngsta pristagaren sedan Patrick Grainville tilldelades priset 1976.

## Priser
- 2014: Prix Stéphane-Hessel för novellen "La cale"
- 2015: Prix Ahmadou-Kourouma för Terre ceinte
- 2015: Grand prix du roman métis för Terre ceinte
- 2018: Prix littérature monde för Silence du chœur
- 2018: Prix du roman métis des lecteurs för Silence du chœur
- 2021: Goncourtpriset för La plus secrète mémoire des hommes